# Francisco Fernández (vízilabdázó)
Francisco Fernández Miranda (Madrid, 1986. június 21. –) spanyol válogatott vízilabdázó, a CNA Barceloneta bekkje.

## Nemzetközi eredményei
- Világbajnoki
  - ezüstérmes (2019)
  - 5. hely (Sanghaj, 2011)
- Európa-bajnoki 7. hely (Budapest, 2014)
- Európa-bajnoki 5. hely (Belgrád, 2016)
- Olimpiai 7. hely (Rio de Janeiro, 2016)